# Pseudomonnea
Pseudomonnea is een geslacht van kevers uit de familie van de loopkevers (Carabidae). De wetenschappelijke naam van het geslacht is voor het eerst geldig gepubliceerd in 1983 door Mateu.

## Soorten
Het geslacht Pseudomonnea omvat de volgende soorten:
- Pseudomonnea grandis Mateu, 1983
- Pseudomonnea maculata Mateu, 1983
- Pseudomonnea nigrescens Mateu, 1983